# Paris-Ruão
Paris-Ruão é o primeiro evento de automóvel da história, mas não é uma corrida. O evento finaliza é concurso de "carros sem cavalos" que aconteceu na França de 19 a 22 de julho de 1894.
A competição foi organizada por Pierre Giffard, jornalista do "Le Petit Journal", diário parisiense publicado entre 1863 a 1944. Foram registradas 102 inscrições mas só 21 competidores participaram no evento final, de Paris para Ruão em 126 km. A competição começou na quarta-feira, 18 de julho, 1894 em Neuilly-sur-Seine, em um dia de exposição com 26 veículos participantes. Os próximos 3 dias foram reservados para o teste eliminatório, em 5 etapas de 50 km a partir de Paris. 21 veículos se classificaram para o evento final.
A competição terminou no domingo, 22 de julho de 1894, com uma etapa na velocidade regulamentada de 12,5 km/h. O início da Porte Maillot, em Paris é dada por ordem de inscrição e a cada 30 segundos. O percurso é pontuado por várias paradas incluindo uma pausa obrigatória para o desjejum em Mantes-la-Jolie. 4 veículos não chegaram em Ruão.
A competição reconheceu os veículos que atendessem a três critérios: "segurança", "conveniência" e "baixo preço relativo." O primeiro prêmio de 5 000 francos foi compartilhado por "Panhard-Levassor" e os "filhos dos irmãos Peugeot".

## Anedota
Na série animada "Era uma vez... o homem", o episódio 24 (A bela época), este é um resumo rápido da competição.
Extraia no youtube - Era uma vez o homem - 24: A Belle Epoque.